# 贝齐·比尔德
贝齐·比尔德（英語：Betsy Beard，1961年9月16日—），美国女子赛艇运动员。她曾代表美国参加1984年和1988年夏季奥林匹克运动会赛艇比赛，其中1984年奥运会获得一枚金牌。